# Sonia Denoncourt
Sonia Denoncourt (* 25. Juni 1964 in Sherbrooke, Québec) ist eine ehemalige kanadische Fußballschiedsrichterin.

## Werdegang
Denoncourt begann 1978 im Alter von 14 Jahren als Schiedsrichterin.
Von 1994 bis 2004 stand sie auf der Liste der FIFA-Schiedsrichter. 1994 wurde sie als erste Frau überhaupt zur FIFA-Schiedsrichterin berufen.
Denoncourt wurde für drei Fußball-Weltmeisterschaften nominiert (insgesamt neun WM-Spiele). Bei der Weltmeisterschaft 1995 in Schweden, der Weltmeisterschaft 1999 in den Vereinigten Staaten und der Weltmeisterschaft 2003 in den USA leitete sie jeweils drei Spiele.
Darüber hinaus pfiff Denoncourt jeweils drei Spiele beim olympischen Fußballturnier 1996 in Atlanta und beim olympischen Fußballturnier 2000 in Sydney. Bei den Olympischen Spielen 2000 leitete sie das Finale um die Goldmedaille zwischen Norwegen und den Vereinigten Staaten (3:2 nach Golden Goal).
Zudem war sie unter anderem Schiedsrichterin des Finales des Algarve-Cups 1995 und des Algarve-Cups 1996 sowie bei diversen Länder-, Qualifikations- und Freundschaftsspielen.
Im Juli 2004 beendete Denoncourt ihre Schiedsrichterkarriere.
2005 wurde Denoncourt in die Hall of Fame der Canadian Soccer Association (CSA) aufgenommen.
Nach ihrer aktiven Zeit als Schiedsrichterin arbeitete Denoncourt als Referee Development Coordinator für die CSA, ab 2005 für die FIFA als Leiterin der Schiedsrichterinnen-Entwicklung und als Chefin der CONCACAF-Schiedsrichterkommission. Derzeit ist sie Direktorin der North America Academy von You Are The Ref International.

## Auszeichnungen
- Schiedsrichter des Jahres der Quebec Soccer Federation (5×): 1993, 1996, 1997, 1998, 1999[1]
- 1995: Ray Morgan Memorial Award
- 2004: Aufnahme in die Quebec Soccer Hall of Fame
- 2005: Aufnahme in die Canada Soccer Hall of Fame[1]
- 2015: Aufnahme in die Hall of Fame von Sherbrooke
- 2015: CSA Life Membership Award